# Bóvio
Ricardo Souza Bóvio (Campos dos Goytacazes, 17 de janeiro de 1982) é um ex-futebolista brasileiro que atuava como volante.

## Carreira
Bóvio começou sua carreira no Vasco, onde atuou entre 2001 e 2002.
Passou pelo Chernomorets da Rússia em 2003 e 2004 até chegar ao Santos, onde atuou entre 2004 e 2005 e conquistou o Campeonato Brasileiro de 2004.
Em 2006, chegou ao Malága da Espanha, onde passou um dos momentos mais marcantes em sua carreira, fazendo gol no Real Madrid em pleno Santiago Bernabeu em 23 de abril de 2006, e pelo Panathinaikos da Grécia.
O jogador que pertencia ao Catania, da Itália, acertou sua transferência por empréstimo de seis meses ao Corinthians em janeiro de 2008, mas rescindiu o contrato e foi para o Al Shabab.
Em agosto de 2009, chegou ao Figueirense.
Foi anunciado no Ceará em março de 2010.
Passou também pelo Villa Nova Atlético Clube.
No final de 2012, Bóvio acertou o seu retorno à sua cidade natal, jogando no futebol amador pelo VitorCense e Madureira (times do bairro que ele passou a infância),e profissionalmente defendendo o Hugiii FC, sendo o 'craque' da equipe e o camisa 10.
Em 2016, Bóvio se aposentou dos gramados, aos 34 anos, pelo Goytacaz, clube que defendia desde 2013, tornando-se em abril técnico pelo próprio Goytacaz.